# Lee Sam-sung
Lee Sam-sung – południowokoreański zapaśnik w stylu klasycznym. Zajął siedemnaste miejsce w mistrzostwach świata w 1987. Zdobył złoty medal na igrzyskach azjatyckich w 1986 i na mistrzostwach Azji w 1987 roku. Mistrz świata juniorów z 1984 roku.